# Aulacomerus padeus
Aulacomerus padeus – gatunek błonkówki z rodziny Pergidae.

## Taksonomia
Gatunek ten został opisany w 1990 przez Davida Smitha. Jako miejsce typowe podano Gujanę Francuską. Holotypem była samica.

## Zasięg występowania
Ameryka Południowa. Znany z Boliwii, Brazylii oraz Gujany Francuskiej.